# Liste de récompenses de cinéma
Pour les articles homonymes, voir Récompense.
Cet article dresse le liste de récompenses de cinéma classées par pays.
On peut classer ces récompenses en quatre catégories selon la structure qui les remet :
- les récompenses remises au cours de cérémonies par un organisme public (académies) ou indépendant (fondations, instituts) ;
- les récompenses remises par une association ou une guilde de l'industrie du cinéma (critiques, scénaristes, acteurs, réalisateurs) ;
- les récompenses remises par un média (internet, chaîne de télévision, magazine) ou résultant du vote du public ;
- les récompenses remises à l'issue d'un festival de cinéma (seules sont indiquées les récompenses majeures, la Palme d'or par exemple) dans chaque festival.

Note :  Cette liste n'a pas pour but l'exhaustivité et nécessite des mises à jour ponctuelles. Pour plus d'informations, voir les articles détaillés.

## Récompenses principales

### Récompenses nationales
Le tableau ci-dessous regroupe les récompenses de cinéma les plus importantes de chaque pays (ou région).
Les Oscars du cinéma américains (ou Academy Awards) sont souvent considérés comme les principales récompenses de l'industrie du cinéma mondial.
| Pays               | Récompenses                                                | Année de création | Notes                                                                                         |
| ------------------ | ---------------------------------------------------------- | ----------------- | --------------------------------------------------------------------------------------------- |
| Afrique            | Africa Movie Academy Awards                                | 2005              | communément appelés « AMAA Awards »                                                           |
| Afrique du Sud     | South African Film and Television Awards                   | 2006              | communément appelés « SAFTAs »                                                                |
| Allemagne          | Deutscher Filmpreis                                        | 1951              | surnommés « Lolas »                                                                           |
| Argentine          | Prix Sud (Premios Sur)                                     | 1943              |                                                                                               |
| Australie          | AACTA Awards                                               | 1963              | anciennement Australian Film Institute Awards                                                 |
| Autriche           | Prix du cinéma autrichien (Österreichischer Filmpreis)     | 2011              |                                                                                               |
| Bangladesh         | Prix Meril-Prothom Alo (bn)                                | 1998              |                                                                                               |
| Belgique           | Ensors (Flandre) Magritte (Belgique francophone)           | 2010 2011         | anciennement prix Joseph-Plateau (1985-2006)                                                  |
| Brésil             | Grande Prêmio do Cinema Brasileiro                         | 2000              |                                                                                               |
| Burkina Faso       | Sotigui Awards                                             | 2016              |                                                                                               |
| Canada             | Prix Écrans canadiens (Canadian Screen Awards)             | 2013              | regroupent les prix Génie (Genie Awards, 1980-2012) et prix Gemini (Gemini Awards, 1986-2012) |
| Catalogne          | Prix Gaudí (Premis Gaudí)                                  | 2009              |                                                                                               |
| Chine              | Coqs d'or (金鸡奖, Jīnjī Jiǎng)                            | 1981              |                                                                                               |
| Corée du Sud       | Grand Bell Awards (대종상 영화제)                          | 1962              |                                                                                               |
| Croatie            | Grande Arène d'or (Velika zlatna arena)                    | 1955              |                                                                                               |
| Danemark           | Roberts (Robert Prisen)                                    | 1984              |                                                                                               |
| Espagne            | Prix Goya (Premios Goya)                                   | 1987              |                                                                                               |
| États-Unis         | Oscars (Academy Awards)                                    | 1929              |                                                                                               |
| Union européenne   | Prix du cinéma européen (European Film Awards)             | 1988              | anciennement prix Felix (1988-1996)                                                           |
| Finlande           | Jussis                                                     | 1944              |                                                                                               |
| France             | César                                                      | 1976              | anciennement Victoires du cinéma français (1946-1954) puis Étoiles de cristal (1955-1975)     |
| Grèce              | Prix Iris                                                  | 2010              |                                                                                               |
| Hong Kong          | Hong Kong Film Awards ( 香港電影金像獎)                    | 1982              |                                                                                               |
| Inde               | National Film Awards                                       | 1954              | surnommés « National Awards »                                                                 |
| Indonésie          | Citra                                                      | 1973              |                                                                                               |
| Irlande            | Irish Film and Television Awards                           | 1999              |                                                                                               |
| Islande            | Eddas                                                      | 1999              |                                                                                               |
| Israël             | Ophirs (פרס אופ)                                           | 1982              |                                                                                               |
| Italie             | David di Donatello                                         | 1956              | surnommés « Davids »                                                                          |
| Japon              | Japan Academy Prize (日本アカデミー賞, Nippon Akademī-shō) | 1978              |                                                                                               |
| Lituanie           | Grues d'argent (Sidabrinė gervė)                           | 2008              |                                                                                               |
| Pakistan           | Prix Nigar (ur)                                            | 2002              |                                                                                               |
| Pays-Bas           | Veaux d'or (Gouden Kalf)                                   | 1981              |                                                                                               |
| Pays nordiques     | Nordic Council Film Prize                                  | 2002              | remis par le Conseil nordique (Danemark, Norvège, Suède, Islande et Finlande)                 |
| Philippines        | Filipino Academy of Movie Arts and Sciences Awards         | 1952              | communément appelés « FAMAS Awards »                                                          |
| Pologne            | Polskie Nagrody Filmowe                                    | 1999              | surnommés « Orłys »                                                                           |
| Portugal           | Prix Sophia (Prémios Sophia)                               | 2012              |                                                                                               |
| Québec             | Prix Iris                                                  | 1999              | anciennement prix Jutra (1999-2015)                                                           |
| Mexique            | Prix Ariel (Premio Ariel)                                  | 1946              |                                                                                               |
| Norvège            | Prix Amanda (Amandaprisen)                                 | 1985              |                                                                                               |
| Nouvelle-Zélande   | New Zealand Film and Television Awards                     | 2001              |                                                                                               |
| République tchèque | Lions tchèques (Český lev)                                 | 1994              |                                                                                               |
| Roumanie           | Prix Gopo (Premiile Gopo)                                  | 2007              |                                                                                               |
| Royaume-Uni        | British Academy Film Awards                                | 1948              | communément appelés « BAFTA Awards » ou « BAFTAs »                                            |
| Russie             | Nikas (Ника)                                               | 1987              |                                                                                               |
| Suède              | Prix Guldbagge (Guldbaggen)                                | 1963              |                                                                                               |
| Suisse             | Prix du cinéma suisse                                      | 1998              | communément appelés « Quartz »                                                                |
| Taïwan             | Golden Horse Awards (臺北金馬影展)                         | 1962              |                                                                                               |
| Thaïlande          | Prix Suphannahong                                          | 1992              |                                                                                               |
| Turquie            | Yeşilçam Ödülleri (tr)                                     | 2008              |                                                                                               |
| Ukraine            | Dzyga d'or (Золота дзиґа)                                  | 2017              |                                                                                               |
| Vietnam            | Lotus d'or (Bông sen vàng)                                 | 1973              |                                                                                               |

### Prix remis au cours des festivals de laFIAPF
| Ville           | Festival                                          | Année de création | Récompense principale    |
| --------------- | ------------------------------------------------- | ----------------- | ------------------------ |
| Berlin          | Festival international du film de Berlin          | 1951              | Ours d'or                |
| Cannes          | Festival international du film                    | 1946              | Palme d'or               |
| Karlovy Vary    | Festival international du film de Karlovy Vary    | 1946              | Globe de cristal         |
| Le Caire        | Festival international du film du Caire           | 1976              | Pyramide d'or            |
| Locarno         | Festival international du film de Locarno         | 1946              | Léopard d'or             |
| Mar del Plata   | Festival international du film de Mar del Plata   | 1954              | Astor d'or               |
| Montréal        | Festival des films du monde de Montréal           | 1977              | Grand prix des Amériques |
| Moscou          | Festival international du film de Moscou          | 1935              | Georges d'or             |
| Saint-Sébastien | Festival international du film de Saint-Sébastien | 1953              | Coquille d'or            |
| Shanghai        | Festival international du film de Shanghai        | 1993              | Coupes d'or              |
| Tokyo           | Festival international du film de Tokyo           | 1985              | Grand prix Tokyo Sakura  |
| Varsovie        | Festival international du film de Varsovie        | 1985              | Grand prix               |
| Venise          | Mostra internationale du cinéma                   | 1932              | Lion d'or                |

## Récompenses par pays
Note : le symbole  désigne la récompense nationale de chaque pays ; le symbole  , une récompense disparue. En gras sont indiqués les prix les plus importants.
Le nom de la récompense est en priorité le nom original (ou éventuellement le nom alternatif international), traduit en français entre parenthèses. Les prix sont classés par ordre alphabétique selon le type de structure pour faciliter la recherche.

### Allemagne
Organismes
- Bayerischer Filmpreis (prix du film bavarois), remis par le Land de Bavière depuis 1980 à Munich[1]
- Bremer Filmpreis (de) (prix du film brêmois), remis par le  Land de Brême depuis 1999 à Brême[2]
- Deutsche Kurzfilmpreis (prix du court métrage), remis par la Gouvernement fédéral depuis 1956 à Berlin[3]
- Deutscher Filmpreis ou « Lolas » (prix du film allemand), remis par la Deutsche Filmakademie depuis 1949 à Berlin [4] - équivalent des Oscars en Allemagne

Associations
- Deutscher Darstellerpreis (de) (prix des réalisateurs allemands), remis par la Bundesverband Regie de 1977 à 1990 à Berlin
- Deutscher Drehbuchpreis (de) (prix des scénaristes allemands), remis par la  Verband Deutscher Drehbuchautoren depuis 1998 à Berlin[5]
- Deutscher Schauspielerpreis (de) (prix des acteurs allemands), remis par la Bundesverband der Film und Fernsehschauspieler depuis 2012 à Berlin [6]
- Ernst-Lubitsch-Preis (de) (prix Ernst-Lubitsch), remis par le Club der Berliner Filmjournalisten depuis 1957 à BerlinSite officiel
- Preise des Verbandes der Deutschen Filmkritik (prix de l'Association des critiques allemands de film), remis par la Verband der Deutschen Filmkritik depuis 1969 à Berlin[7]

Médias
- Bogey Awards (prix Bogey), remis par Blickpunkt: Film depuis 1997 à Berlin[8] (récompense les meilleurs résultats au box-office

Festivals
- German Independence Awards (prix allemand du film indépendant), remis à l'issue du Festival international du film d'Oldenbourg depuis 1994 à Oldenbourg[9] (cf. autres récompenses du festival)
- Goldener Bär (Ours d'or), remis à l'issue de la Berlinale (Festival international du film de Berlin) depuis 1951 à Berlin[10] (cf. autres récompenses)
La Berlinale est l'un des plus importants festivals de cinéma au monde
- Preis der Hamburger Filmkritik (prix de la critique), remis à l'issue du Festival du film de Hambourg depuis 1992 à Hambourg[11]

### Argentine
Organismes
- Premios Sur (prix Sud), remis par l'Academia de las Artes y Ciencias Cinematográficas de la Argentina (es) depuis 2006 [12]

Associations
- Premios Cóndor de Plata (Condors d'argent), remis par l'Association des critiques de cinéma argentins depuis 1943 à Buenos Aires (août)[13]
- Premios Konex (prix Konex), remis par la fondation Konex[13]

Médias
- Premios Clarín (es) (prix Clarín), remis par le quotidien Clarín depuis 1998 à Buenos Aires (novembre)[14]

Festivals
- Astor de oro (Astor d'or), remis au cours du Festival international du film de Mar del Plata depuis 1954 à Mar del Plata (novembre)[15]
- Premio del público, remis au cours du Festival international du cinéma indépendant de Buenos Aires (BAFICI) depuis 1999 à Buenos Aires (novembre)

### Arménie
Festivals
- Ոսկե Ծիրան (Abricots d'or), remis à l'issue du Festival international du film d'Erevan depuis 2004 à Erevan (juillet)[16]

### Australie
Organismes
- Australian Academy of Cinema and Television Arts Awards ou AACTA Awards (prix de l'académie australienne des arts du cinéma et de la télévision), remis par l'Australian Academy of Cinema and Television Arts depuis 2011 (janvier)[17])
- Australian Film Institute Awards ou AFI Awards (prix de l'institut australien du cinéma), remis par l'Australian Film Institute de 1958 à 2010 (janvier)
- Queensland New Filmmakers Awards (prix des nouveaux cinéastes de Queensland), remis par la Pacific Film and Television Commission depuis 2001 à Queensland (avril)[18]

Associations
- ATOM Awards (prix des enseignants des médias australiens), remis par l'Australian Teachers of Media et l'Intellectual Property Awareness Foundation depuis 1982[19]
- Australian Directors Guild Awards ou ADG Awards (prix de la guilde des réalisateurs australiens)), remis par la Australian Directors Guild depuis 2012[20]
- Australian Film Critics Association Awards ou AFCA Awards (prix de l'association des critiques de film australiens), remis par l'Australian Film Critics Association depuis 2007 (janvier)[21]
- Australian Writers' Guild Awards ou AWGIE Awards (prix de la guilde des scénaristes australiens), remis par la Australian Writers' Guild depuis 1986 (août)[22]
- Film Critics Circle of Australia Awards ou FCCA Awards (prix du cercle des critiques de film d'Australie), remis par le Film Critics Circle of Australia depuis 1988 (février)[23]

Médias
- Inside Film Awards ou IF Awards, remis par la chaîne de télévision Special Broadcasting Service depuis 1999[24]
- Kids' Choice Awards (prix du choix des enfants), remis par la chaîne de télévision pour enfants Nickelodeon depuis 2004 (octobre)[25] (cf. Kids' Choice Awards et Kids' Choice Awards México)

Festivals
- Sydney Film Prize (prix du film de Sydney), remis à l'issue du Festival du film de Sydney depuis 1954 (juin)[26]

### Autriche
Organismes
- Österreichischer Filmpreis (prix du cinéma autrichien), remis par l'Akademie des Österreichischen Films depuis 2011 (janvier)[27]

Festivals
- Wiener Filmpreis (Prix du film viennois), remis à l'issue du Festival international du film de Vienne (Viennale) depuis 1960 (juin)[28]

### Bangladesh
Médias
- মেরিল-প্রথম আলো পূরস্কার ou Meril-Prothom Alo Awards (en) (prix Meril de la première lueur), remis par le quotidien Prothom Alo depuis 1998 (avril)[29]

### Belgique
Organismes
- Magritte du cinéma, remis par l'académie André-Delvaux depuis 2011 à Bruxelles (février)[30]
- Prix de l'Âge d'or, remis depuis 1955 par la Cinémathèque royale de Belgique et le musée du cinéma de Bruxelles à Bruxelles (octobre)[31]

Associations
- Grand prix de l'Union de la critique de cinéma, remis par l'Union de la critique de cinéma (UCC) depuis 1954 (janvier)
- Grand prix et prix Humanum de l'Union de la presse cinématographique belge (UPCB) depuis 1925 (janvier)
- Prix André-Cavens, remis par l'Union de la critique de cinéma (UCC) depuis 1976 (décembre)

Festivals
- Bayard d'or, remis à l'issue du Festival international du film francophone de Namur (FIFF) depuis 1986 en octobre à Namur (octobre) (Site officiel)
- Corbeau d'or (voir les autres récompenses), remis à l'issue du Festival international du film fantastique de Bruxelles (BIFFF) depuis 1983 à Bruxelles (avril)[32]
- Ensors ou De Vlaamse Filmprijzen (prix du cinéma flamand), remis à l'issue du Festival du film d'Ostende depuis 2010 à Ostende (septembre)[33]
- Grand prix, remis à l'issue du Festival du film de Gand depuis 1974 à Gand (octobre)[34]
- Grand prix, remis à l'issue du Festival international du film d'amour de Mons (FIFA) depuis 1984 à Mons (février)[35]
- Prix Joseph-Plateau ou Joseph Plateauprijs, remis à l'issue du Festival du film de Gand de 1985 à 2006 à Gand (mars)[36]

### Bosnie-Herzégovine
Festivals
- Cœur de Sarajevo Srce Sarajeva, remis à l'issue du Festival du film de Sarajevo depuis 1995 à Sarajevo (août)[37]

### Brésil
Organismes
- Grande Prêmio do Cinema Brasileiro (grand prix du cinéma brésilien), remis par l'Academia Brasileira de Cinema depuis 2000 (octobre)[38]

Associations
- Prêmio ABC de Cinematografia (pt) (prix ABC de cinématographie), remis par l'Associação Brasileira de Cinematografia (pt) depuis 2001[39]
- Prêmio ACIE de Cinema (prix ACIE du cinéma), remis par l'Associação dos Correspondentes de Imprensa Estrangeira depuis 2004 (mai)[40]
- Troféu APCA (trophée APCA), remis par l'Associação Paulista de Críticos de Arte depuis 1972[41]

Médias
- Prêmio Contigo (prix Contigo), remis par la revue Contigo depuis 1996

Festivals
- Prêmio do Júri - Melhor Filme - Novos Diretores (prix du jury du meilleur film - Nouveau réalisateur), remis à l'issue du Festival international du film de São Paulo depuis 1977 (octobre)[42]
- Troféu Candango (trophée Candango), remis à l'issue du Festival du film brésilien de Brasilia depuis 1965 (octobre)[43]
- Trofeo Redentor (trophée Rédempteur), remis à l'issue du Festival international du film de Rio de Janeiro depuis 1999 (octobre)[44]

### Burkina Faso
Festivals
- Étalon de Yennenga ou Grand prix, remis à l'issue du Festival panafricain du cinéma et de la télévision de Ouagadougou (FESPACO)  depuis 1969 à Ouagadougou (février)[45]

### Canada
Organismes
- Leo Awards, remis par la Motion Picture Arts and Sciences Foundation of British Columbia depuis 1999 à Vancouver (novembre)[46]
- Palmarès du prix canadien, remis par l'Académie canadienne du cinéma et de la télévision de 1949 à 1978 à Toronto
- Prix Albert-Tessier, remis par le Gouvernement du Québec depuis 1980 à Montréal (novembre)[47]
- Prix Écrans canadiens ou Canadian Screen Awards, remis par l'Académie canadienne du cinéma et de la télévision depui 2013 à Toronto (avril)[48]
- Prix Génie ou Genie Awards, remis par l'Académie canadienne du cinéma et de la télévision de 1949 à 2012 à Toronto (avril)[49]
- Prix Guy-L'Écuyer, remis par lrd Rendez-vous Québec Cinéma de 1987 à 1998 à Montréal
- Prix remis par Québec Cinéma depuis 1999 à Montréal :
  - Prix Jutra de 1999 à 2015
  - Prix sans nom en 2016
  - Prix Iris depuis 2017 (juin entre 2017 et 2022, puis en décembre)

Associations
- Alberta Motion Picture Industries Association Awards (AMPIA Awards), remis par l'Alberta Motion Picture Industries Association depuis 1974 en Alberta (mai)[50]
- Alliance of Canadian Cinema, Television and Radio Artists Awards (ACTRA Awards), remis par l'Association des artistes canadiens de la télévision et de la radio depuis 2002[51]
- Constellation Awards, remis par la TCON Promotional Society depuis 2007[52]
- Toronto Film Critics Association Awards (TFCA Awards), remis par la Toronto Film Critics Association depuis 1988 à Toronto (décembre)[53]
- Vancouver Film Critics Circle Awards (VFCCA Awards), remis par le Vancouver Film Critics Circle depuis 2001 à Vancouver (janvier)[50]

Médias
- Spacey Awards, remis par la chaîne de télévision Space de 2003 à 2007
- YTV Achievement Awards, remis par la chaîne de télévision YTV de 1989 à 2000 (avril)[54]

Festivals
- Chelem d'or, remis à l'issue du Festival des films du monde de Montréal depuis 2016 à Montréal (août)[55]
- Grand prix des Amériques, remis à l'issue du Festival des films du monde de Montréal de 1978 à 2015 à Montréal (août)[56]
- Grand prix remis à l'issue du Festival international du film d'animation d'Ottawa depuis 1976 à Ottawa (août)[57]
- Grand prix Hydro-Québec, remis par un vote public à l'issue du Festival du cinéma international en Abitibi-Témiscamingue depuis 1983 à Rouyn-Noranda (octobre)[58]
- Juried Awards et Audience Awards, remis à l'issue du Festival international du film de Vancouver depuis 1982 à Vancouver (août)[59]
- Louve d'or, remise à l'issue du Festival du nouveau cinéma de Montréal depuis 1999 à Montréal (octobre)[60]
- People's Choice Awards, remis à l'issue du Festival international du film de Toronto depuis 1976 à Toronto (août)[61]
- Prix La Vague, remis à l'issue du Festival international du cinéma francophone en Acadie depuis 1987 en août à Moncton (août)[62]

### Chine
Organismes
- 金鸡奖 - Jin Ji Jiăng (Coqs d'or), remis par la China Film Association depuis 1981 à Pékin (novembre)
- 中国电影华表奖 - Zhōngguó Diànyǐng Huábiǎo Jiǎng (prix Huabiao), remis par le Ministère de la culture depuis 1957 à Pékin

Associations
- 大众电影百花奖 - Dazhong Diànyǐng Bǎihuā Jiǎng (prix des Cent Fleurs), remis par la China Film Association depuis 1962 (octobre)
- 金紫荆奖 ou Golden Bauhinia Awards (prix de la bauhinia blakeana), remis par la Hong Kong Film Critics Society depuis 1996 à Hong Kong
- 香港電影金像獎 ou Hong Kong Film Awards (prix du cinéma hongkongais), remis par la Hong Kong Film Awards Association Ltd depuis 1993 à Hong Kong (avril)[63]
- 香港電影評論學會大獎 ou Hong Kong Film Critics Society Awards (prix de la société des critiques de cinéma hongkongais), remis par la Hong Kong Film Critics Society depuis 1995 à Hong Kong (février)[64]
- 香港電影評論學會大獎 ou Shanghai Film Critics Awards (prix des critiques de cinéma de Shanghai), remis par la Shanghai Film Critics Association et la Shang Film Museum depuis 1991 à Shanghai

Festivals
- 亞洲電影大獎 ou Asian Film Awards (prix du film asiatique), remis à l'issue du Festival international du film de Hong Kong depuis 1976 à Hong Kong (mars)[65]
- 金馬 ou Golden Horse Awards (Chevaux d'or), remis à l'issue du Golden Horse Film Festival depuis 1962 à Taipei (novembre)[66]
- 金爵 ou Jin Jue (Coupes d'or), remis à l'issue du Festival international du film de Shanghai depuis 1993 à Shanghai (juin)[67]

### Colombie
Festivals
- Catalina de Oro (Catherine d'or), remis à l'issue du Festival international du film de Carthagène depuis 1960 à Carthagène des Indes (février)

### Corée du Sud
Organismes
- 대종상 영화제 (Daejongsang Yeonghwajae) ou Grand Bell Awards (prix de la grande cloche), remis par la Korea Motion Picture Promotion Association depuis 1962 à Séoul (juin)[68]

Associations
- 춘사대상영화제 ou Chunsa Film Art Awards (prix de l'art du cinéma de Chunsa), remis par la Korea Film Directors' Society depuis 1990[69]
- 백상예술대상 ou PaekSang Arts Awards (en) (prix des arts de PaekSang), remis par IS Plus Corp. depuis 1965 à Séoul[70]
- 부산 영화 평론가 협회상 부산 영평상 ou Pusan Film Critics Awards (prix des critiques de film de Busan), remis par la Busan Film Critics Association depuis 2000 à Busan[71]

Médias
- 청룡영화상 (Cheongryong Yeonghwajae) ou Blue Dragon Film Awards (prix du cinéma du dragon bleu), remis par le quotidien Chosun Ilbo depuis 1963 puis par Sports Chosun depuis 1990 à Séoul (décembre)[72]
- 부일영화상 ou Buil Film Awards (prix du cinéma de Buil), remis par le quotidien Busan Ilbo depuis 1958 à Busan[73]
- 대한민국 영화대상 ou Korean Film Awards (prix du cinéma coréen), remis par la chaîne Munhwa Broadcasting Corporation depuis 2002[74]

Festivals
- New Currents Awards (prix des nouveaux courants), remis à l'issue du Festival international du film de Busan (BIFF) depuis 1996 à Busan (mai)[75]
- Woosuk Awards (prix Woosuk), remis à l'issue du Festival international du film de Jeonju depuis 2000 à Jeonju (mai)[76]

### Danemark
Organismes
- Roberts ou Robert Prisen, remis par la Danmarks Film Akademi depuis 1984 à Copenhague (février)[77]

Associations
- Bodil ou Bodilprisen (prix Bodil), remis par la Filmedarbejderforeningen depuis 1948 à Copenhague (mars)[78]
- Riberprisen (prix Riber) du court métrage, remis par l'université d'Aalborg depuis 2002 à Aalborg[79]

Médias
- Nordisk Film Prisen (prix Nordisk Film), remis par la société Nordisk Film depuis 1996 à Copenhague[80]

Festivals
- Audience Awards (prix du public), remis à l'issue du NatFilm Festival de 1990 à 2008 à Copenhague
- CPH:DOX Awards (prix CPH:DOX), remis à l'issue du Festival international du film documentaire de Copenhague (CPH:DOX) depuis 2003 à Copenhague (novembre)[81]
- Golden Swans (Cygnes d'or), remis à l'issue du Festival international du film de Copenhague (CPH:PIX) de 2003 à 2008 à Copenhague
- Grand prix, remis à l'issue du Festival international du film d'Odense depuis 1975 à Odense[82]
- New Talent Grand Prix (Grand prix du nouveau talent), remis à l'issue du Festival international du film de Copenhague (CPH:PIX) depuis 2009 à Copenhague (avril)[83]

### Égypte
Festivals
- الهرم الذهبي (Pyramides d'or), remises à l'issue du Festival international du film du Caire depuis 1977 au Caire (novembre)[84]

### Espagne
Organismes
- Premis Gaudí (prix Gaudí), remis par l'Acadèmia del Cinema Català depuis 2009 à Barcelone[85]
- Premios Goya (prix Goya), remis par l'Academia de las artes y las ciencias cinematográficas de España depuis 1987 à Madrid (février)[86]

Associations
- Premis ACCEC (prix ACCEC), remis par l'Associació Catalana de Crítics i Escriptors Cinematogràfics de Catalunya depuis 2000 à Barcelone
- Premios ADIRCAE (prix ADIRCAE), remis par l'Asamblea de Directores Realizadores Cinematográficos y Audiovisuales de España depuis 1986 à Madrid

Médias
- Premios Ondas (prix Ondas), remis par la Radio Barcelona depuis 1957 à Barcelone (novembre)[87]

Festivals
- Urrezko Maskorra ou Concha de Oro (Coquille d'or), remis à l'issue du Festival international du film de Saint-Sébastien depuis 1953 à Saint-Sébastien (septembre)[88]

### États-Unis
Organismes
- Academy Awards (Oscars du cinéma), remis par l'Academy of Motion Picture Arts and Sciences depuis 1929 à Los Angeles (février)[89]
- American Cinema Foundation Awards (ACF Awards), remis par l'American Cinema Foundation depuis 1996 (mars)[90]
- American Choreography Awards, remis par l'Academy of Dance on Film depuis 1994 à Los Angeles (octobre)[91]
- American Film Institute Awards (AFI Awards), remis par l'American Film Institute depuis 2002 à Los Angeles (décembre)[92]
- American Latino Media Arts Awards ou ALMA Awards, remis par l'American Latino Media Arts depuis 1998 (septembre)[93]
- Chlotrudis Awards, remis par la Chlotrudis Society for Independent Film depuis 1995 à Boston (mars)[94]
- Film Independent's Spirit Awards, remis par Film Independent depuis 1986 à Santa Monica (février)[95]
- Gotham Independent Film Awards (Gotham Awards), remis par l'Independent Feature Project depuis 1991 à New York (décembre)[96]
- Joey Awards, remis par la San José Film Commission de 1997 à 2001 à San José (Californie) (novembre)[97]
- Political Film Society Awards (PFS Awards), remis par la Political Film Society depuis 1988[98]
- Razzie Awards, remis par la Golden Raspberry Award Foundation depuis 1981 à Los Angeles (février)[99]
- Satellite Awards, remis par l'International Press Academy depuis 1996 à Los Angeles (décembre)[100]
- Saturn Awards, remis par l'Academy of Science Fiction, Fantasy and Horror Films depuis 1973 à Los Angeles (juin)[101]
- WAMPAS Baby Stars décernés à Hollywood par les Western Associated Motion Picture Advertisers aux treize meilleurs jeunes actrices de 1922 à 1934.
- Young Artist Awards, remis par The Young Artist Foundation depuis 1999 à Los Angeles (mars)[102]

Associations
- African-American Film Critics Association Awards ou AAFCA Awards (prix de l'association des critiques de cinéma afro-américains), remis par l'African-American Film Critics Association depuis 2003 (décembre)[103]
- Alliance of Women Film Journalists Awards ou EDA Awards (prix de l'alliance des femmes critiques de film), remis par l'Alliance of Women Film Journalists depuis 2007 (janvier)[104]
- American Cinema Editors Awards ou Eddie Awards (prix de la guilde des monteurs américains), remis par la American Cinema Editors depuis 1962 à Los Angeles[105]
- American Screenwriters Association Awards ou ASA Awards (prix de l'association des scénaristes américains), remis par l'American Screenwriters Association de 2001 à 2005 à Los Angeles[106]
- American Society of Cinematographers Awards ou ASC Awards (prix de la société des photographes de cinéma américains), remis par la American Society of Cinematographers depuis 1987 (février)[107]
- Annie Awards, remis par l'Association internationale du film d'animation depuis 1972 (janvier)[108]
- ASCAP Film and Television Music Awards (prix de la société américaine des compositeurs, auteurs et éditeurs), remis par la American Society of Composers, Authors and Publishers depuis 1986 (mai)[109]
- Austin Film Critics Association Awards ou AFCA Awards (prix de l'association des critiques de cinéma d'Austin), remis par la Austin Film Critics Association depuis 2006 à Austin (décembre)[110]
- Black Film Critics Circle Awards ou BFCC Awards (prix du cercle des critiques de film noirs), remis par la Black Film Critics Circle depuis 2011 (décembre)[111]
- Boston Online Film Critics Association Awards ou BOFCA Awards (prix de l'association des critiques de film en ligne de Boston), remis par la Boston Online Film Critics Association depuis 2012 à Boston (décembre)[112]
- Boston Society of Film Critics Awards ou BSFC Awards (prix de la société des critiques de cinéma de Boston), remis par la Boston Society of Film Critics depuis 1981 à Boston (février)[113]
- Casting Society of America Awards ou CSA Awards (prix de la société de casting d'Amérique), remis par la Casting Society of America depuis 1985 (novembre)[114]
- Central Ohio Film Critics Association Awards ou COFCA Awards (prix de l'association des critiques de cinéma d'Ohio), remis par la Central Ohio Film Critics Association depuis 2003 dans l'Ohio (janvier)[115]
- Chicago Film Critics Association Awards ou CFCA Awards (prix de l'association des critiques de cinéma de Chicago), remis par la Chicago Film Critics Association depuis 1989 à Chicago (février)[116]
- Critics' Choice Movie Awards ou BFCA Awards, remis par la Broadcast Film Critics Association depuis 1996 (janvier)[94]
- Costume Designers Guild Awards ou CDG Awards (prix de la guilde des créateurs de costumes), remis par la Costume Designers Guild depuis 1999 à Los Angeles[117]
- Dallas-Fort Worth Film Critics Association Awards ou DFWFCA Awards (prix de l'association des critiques de Dallas-Fort Worth), remis par la Dallas-Fort Worth Film Critics Association depuis 1994 à Dallas (décembre)[118]
- Denver Film Critics Society Awards ou DFCS Awards (prix de la société des critiques de film de Denver), remis par la Denver Film Critics Society depuis 2010 à Denver (janvier)[119]
- Detroit Film Critics Society Awards ou DFCS Awards (prix de la société des critiques de film de Détroit), remis par la Detroit Film Critics Society depuis 2007 à Detroit (décembre)[120]
- Directors Guild of America Awards ou DGA Awards (prix de la guilde des réalisateurs d'Amérique), remis par la Directors Guild of America depuis 1949 à Los Angeles[121]
- Florida Film Critics Circle Awards ou FFCC Awards (prix du cercle des critiques de cinéma de Floride), remis par le Florida Film Critics Circle depuis 1997 en Floride (décembre)[122]
- Golden Globes (Globes d'or), remis par l'Hollywood Foreign Press Association depuis 1944 à Los Angeles (janvier)[123]
- Golden Reel Awards (prix de la bobine d'or), remis par la Motion Picture Sound Editors depuis 1988 (février)[124]
- Houston Film Critics Society Awards ou HFCS Awards (prix de la société des critiques de film de Houston), remis par la Houston Film Critics Society depuis 2008 à Houston (janvier)[125]
- Indiana Film Journalists Association Awards ou IFJA Awards (prix de l'association des journalistes de film de l'Indiana), remis par la Indiana Film Journalists Association depuis 2009 en Indiana (décembre)[126]
- Iowa Film Critics Association Awards ou IFCA Awards (prix de l'association des critiques de film de l'Iowa), remis par la Iowa Film Critics Association depuis 2003 en Iowa (janvier)
- Kansas City Film Critics Circle Awards ou KCFCC Awards (prix du cercle des critiques de cinéma de Kansas City), remis par le Kansas City Film Critics Circle depuis 1967 à Kansas City (janvier)[127]
- Las Vegas Film Critics Society Awards ou Sierra Awards (prix de la société de critiques de film de Las Vegas), remis par la Las Vegas Film Critics Society depuis 1998 à Las Vegas (janvier)[128]
- Los Angeles Film Critics Association Awards ou LAFCA Awards (prix de l'association des critiques de cinéma de Los Angeles), remis par la Los Angeles Film Critics Association depuis 1975 à Los Angeles (janvier)[129]
- NAACP Image Awards (prix de l'association nationale pour l'avancement des gens de couleur), remis par la National Association for the Advancement of Colored People depuis 1962 (février)[130]
- National Board of Review Awards (NBR Awards), remis par la National Board of Review depuis 1932 (janvier)[131]
- National Society of Film Critics Awards ou NSFC Awards (prix de la société nationale des critiques de film), remis par la National Society of Film Critics depuis 1967  (janvier)
- Nevada Film Critics Society Awards ou NFCS Awards (prix de la société des critiques de film du Nevada), remis par la Nevada Film Critics Society depuis 2012 dans le Nevada (décembre)[132]
- New York Film Critics Circle Awards ou NYFCC Awards (prix du cercle des critiques de film de New York), remis par le New York Film Critics Circle depuis 1936 à New York (janvier)[133]
- New York Film Critics Online Awards ou NYFCO Awards (prix des critiques de film en ligne de New York), remis par la New York Film Critics Online depuis 2001 à New York (décembre)[134]
- Oklahoma Film Critics Circle Awards ou OFCC Awards (prix du cercle des critiques de film d'Oklahoma), remis par l'Oklahoma Film Critics Circle depuis 2007 en Oklahoma (décembre)[135]
- Online Film Critics Society Awards ou OFCS Awards (prix de la société de critiques de film en ligne), remis par la Online Film Critics Society depuis 1998 (janvier)[136]
- Phoenix Film Critics Society Awards ou PFCS Awards (prix de la société des critiques de film de Phoenix), remis par la Phoenix Film Critics Society depuis 2001 à Phoenix (décembre)[137]
- Premios ACE (prix de l'association de la chronique des spectacles de New York), remis par l'Asociación de Cronistas del Espectáculo de Nueva York depuis 1969 à New York (mai)[138]
- Producers Guild of America Awards ou PGA Awards (prix de la guilde des producteurs d'Amérique), remis par la Producers Guild of America depuis 1990 à Los Angeles (janvier)[116]
- St. Louis Film Critics Association Awards ou SLFCA Awards (prix de l'association des critiques de cinéma de Saint-Louis), remis par la St. Louis Film Critics Association depuis 2005 à Saint-Louis (décembre)[139]
- San Diego Film Critics Society Awards ou SDFCS Awards (prix de la société des critiques de film de San Diego), remis par la San Diego Film Critics Society depuis 1996 à San Diego (décembre)[140]
- San Francisco Film Critics Circle Awards ou SFFCC Awards (prix du cercle des critiques de film de San Francisco), remis par le San Francisco Film Critics Circle depuis 2002 à San Francisco (décembre)[141]
- Screen Actors Guild Awards (prix de la guilde des acteurs), remis par la Screen Actors Guild‐American Federation of Television and Radio Artists (SAG-AFTRA) depuis 1995 à Los Angeles (janvier)[142]
- Seattle Film Critics Association Awards ou SFC Awards (prix des critiques de film de Seattle), remis par la Seattle Film Critics Association de 2002 à 2004 à Seattle (décembre)[141]
- Southeastern Film Critics Association Awards ou SFCA Awards (prix de l'association des critiques de film du sud-est), remis par la Southeastern Film Critics Association depuis 1993 (décembre)[143]
- Utah Film Critics Association Awards ou UFCA Awards (prix de l'association des critiques de cinéma de l'Utah), remis par la Utah Film Critics Association depuis 2005 dans l'Utah (décembre)[139]
- Washington D.C. Area Film Critics Association Awards ou WAFCA Awards (prix de l'association des critiques de film de la zone de Washington D.C.), remis par la Washington DC Area Film Critics Association depuis 2002 à Washington (décembre)[144]
- Women Film Critics Circle Awards ou WFCC Awards (prix du cercle des critiques de cinéma féminins), remis par la Women Film Critics Circle depuis 2004 (décembre)[115]
- Writers Guild of America Awards ou WGA Awards (prix de la guilde des scénaristes d'Amérique), remis par la Writers Guild of America depuis 1949 à Los Angeles[145]

Médias
- American Comedy Awards (prix de la comédie américaine), remis par la chaîne de télévision Comedy Central de 1987 à 2001 à Los Angeles (avril)
- Angel Awards, remis par l'entreprise Excellence in Media depuis 1987 (février)[146]
- Comedy Awards, remis par la chaîne de télévision Comedy Central depuis 2011 à Los Angeles (avril)[147]
- Eyegore Awards, remis par les studios Universal depuis 1997 (octobre)[148]
- GLAAD Media Awards, remis par la Gay & Lesbian Alliance Against Defamation depuis 1990[149]
- Kids' Choice Awards (prix du choix des enfants), remis par la chaîne de télévision Nickelodeon depuis 1988 (mars)[150] (cf. Kids' Choice Awards (Australie) et Kids' Choice Awards México)
- Laurel Awards, remis par le magazine Motion Picture Exhibitor de 1958 à 1971 (mars)
- People's Choice Awards (prix du choix du public), remis par la société Procter & Gamble depuis 1975 (janvier)[151]
- USC Scripter Awards (prix des scénaristes de l'université de Californie du Sud), remis par les Friends of the USC Libraries depuis 1989à Los Angeles (janvier)[152]
- Village Voice Film Poll (classement des films de Village Voice), remis par le magazine The Village Voice depuis 2000 à New York (janvier)[153]
- YoungStar Awards, remis par le magazine The Hollywood Reporter de 1995 à 2000 (novembre)[154]

Festivals
- Audience Awards (prix du public), remis à l'issue de City of Lights, City of Angels depuis 1996 à Los Angeles (avril)[155]
- Golden Space Needle, remis à l'issue de Festival international du film de Seattle depuis 1976 à Seattle (juin)[156]
- Hollywood Film Awards, remis à l'issue du Festival du film de Hollywood à Beverly Hills de 1997 à 2019 (octobre-novembre)[157]
- Sundance Grand Jury Awards (grand prix du jury), remis à l'issue du Festival du film de Sundance depuis 1985 à Park City (janvier)[158] (voir les autres prix du festival)

### Finlande
Organismes
- Elokuvataiteen valtionpalkinto (prix national de la cinématographie), remis depuis 1968 par Centre pour la promotion des arts en Finlande
- Jussi (prix Jussi), remis par Filmiaura depuis 1944 à Helsinki (février)[159]

### France
Organismes
- César du cinéma, remis par l'Académie des arts et techniques du cinéma depuis 1976 à Paris (février)[160]
- Étoiles de cristal, remis par l'Académie du cinéma de 1955 à 1975 à Paris
- Lumières de la presse internationale, remis par l'Académie des Lumières depuis 1996 à Paris (janvier)

Associations
- Étoiles d'or, remis par l'Académie de la presse du cinéma français de 1999 à 2014 à Paris (janvier)[161]
- Globes de cristal, remis par un jury d'écrivains de 2006 à 2019 à Paris (février)[162]
- Prix Jean-Gabin, remis de 1981 à 2006 à Paris (mars)
- Prix Jean-Vigo, remis depuis 1951 à Paris (mai)
- Prix Louis-Delluc, remis depuis 1936 à Paris (décembre)
- Prix Patrick-Dewaere, remis depuis 2008 à Paris (mars)
- Prix Romy-Schneider, remis depuis 1984 à Paris (mars)
- Prix du Syndicat français de la critique de cinéma (ex-prix Méliès), remis par le Syndicat français de la critique de cinéma et des films de télévision depuis 1946 à Paris (février)[163]
- Prix Saint-Germain, remis par un jury d'écrivains depuis 2012 à Paris
- Talents Cannes, remis depuis 1993
- Trophée Anne-Sophie Deval, remis depuis 2010
- Prix AFC, remis depuis 2024 à Paris (février), récompense les chefs opérateurs

Médias
- Bidets d'or, remis par l'Académie des Bidets d'or de 2001 à 2007 à Paris
- Gérard du cinéma, remis de 2006 à 2012 à Paris (février)

Festivals
- Prix du public et prix du Jury, remis à l'issue de Champs-Élysées Film Festival depuis 2012 à Paris (juin)[164]
- Palme d'or , remise à l'issue du Festival de Cannes depuis 1955 à Cannes (mai)[165] (cf. les autres récompenses)
- Cristal d'Annecy, remis à l'issue du Festival international du film d'animation d'Annecy depuis 1960 à Annecy (juin)[166]
- Grand prix, remis à l'issue du Festival international du film fantastique d'Avoriaz de 1973 à 1993 à Avoriaz (janvier)
- Montgolfière d'or, remis à l'issue du Festival des 3 Continents depuis 1979 à Nantes[167]
- Hitchcock d'or, remis à l'issue du Festival du film britannique de Dinard depuis 1990 à Dinard[168]
- Grand prix, remis à l'issue du Festival international du film fantastique de Gérardmer depuis 1994 à Gérardmer (janvier)[169]
- Cyclos d'or, remis à l'issue du Festival international des cinémas d'Asie de Vesoul depuis 2000 à Vesoul[170]
- Grand prix, remis à l'issue du Festival du cinéma américain de Deauville depuis 1995 à Deauville (septembre)[171]
- Prix de Court ou P2C, remis à l'issue du festival Prix de Court organisé dans les départements de Guadeloupe, Martinique et Guyane depuis 2009
- Swann d'or, remis à l'issue du Festival du film de Cabourg depuis 1983 à Cabourg (juin)[172]

### Inde
Organismes
- राष्ट्रीय फ़िल्म पुरस्कार - National Film Awards (prix du cinéma national), remis par le gouvernement indien et le Directorate of Film Festivals depuis 1954 (juin)[173]
- दादा साहब फाल्के सम्मान - Dadasaheb Phalke Awards (prix Dadasaheb Phalke), remis par le gouvernement indien et le Directorate of Film Festivals depuis 1969
- నంది పురస్కారాలు - Nandi Awards (prix Nandi), remis par le gouvernement de l'Andhra Pradesh de 1964 à 2011
- കേരള സംസ്ഥാന ചലച്ചിത്ര പുരസ്കാരം ou Kerala State Film Awards (prix du cinéma de l’État du Kerala), remis par la Kerala State Chalachitra Academy depuis 1978 au Kerala[174]
- अंतर्राष्ट्रीय भारतीय फ़िल्म अकादमी पुरस्कार - International Indian Film Academy Awards ou IIFA Awards (prix de l'académie internationale du cinéma indien), remis par l'International Indian Film Academy depuis 2000 (septembre)[175]

Associations
- Apsara Film and Television Producers Guild Awards (prix Aqsara de la guilde des producteurs de cinéma et de la télévision), remis par la Apsara Producers Guild depuis 2004 à Bombay[176]
- Bengal Film Journalists' Association Awards (prix de l'association de journalistes de cinéma du Bengale), remis par la Bengal Film Journalists' Association depuis 1937 au Bengale[177]
- Kerala Film Critics Association Awards (prix de l'association des critiques de film du Kerala), remis par la Kerala Film Critics Association depuis 1982 au Kerala

Médias
- फ़िल्मफ़ेयर पुरस्कार ou Filmfare Awards (prix Filmfare), remis par le tabloïd Filmfare depuis 1954 à Bombay (février)[178]
- स्टार स्क्रीन पुरस्कार ou Screen Awards (prix de l'écran), remis par le groupe de presse The Indian Express depuis 1994 (avril)[179]
- Stardust Awards (prix Stardust), remis par le magazine Stardust depuis 2003 à Bombay[180]
- Zee Cine Awards (prix Zee Cine), remis par la chaîne de télévision Zee Network depuis 1998 (avril)[181]

Festivals
- Golden Crow Pheasant Awards (prix du Grand Coucal d'or), remis à l'issue du Festival international du film du Kerala à Thiruvananthapuram depuis 1996[182]
- Golden Peacock Awards (prix du Paon d'or), remis à l'issue du Festival international du cinéma indien à Goa depuis 1952[183]
- Golden Royal Bengal Tiger Awards (prix du Tigre royal du Bengale d'or), remis à l'issue du Festival international du film de Kolkata depuis 1995 (novembre)[184]

### Indonésie
Organismes
- Piala Citra (prix Citra), remis par le Festival du film indonésien depuis 1973 à Jakarta[185]
- Piala Layar Emas ou Indonesian Movie Awards (en) (prix du cinéma indonésien), remis par la Masyarakat Film Indonesia depuis 2007 à Jakarta[186]

### Irlande
Organismes
- Irish Film and Television Awards (prix du cinéma et de la télévision irlandaise), remis par l'Irish Film and Television Academy depuis 1999 à Dublin (février)[187]

Associations
- Dublin Film Critics' Circle Awards (prix du cercle des critiques de film de Dublin), remis par le Dublin Film Critics' Circle depuis 2006 à Dublin[188]

Festivals
- Volta Awards (prix Volta), remis à l'issue du Festival international du film de Dublin depuis 2003 à Dublin (février)[189]

### Islande
Organismes
- Edduverðlaunin (prix Edda), remis par l'Íslenska kvikmynda - og sjónvarpsakademían depuis 1999 à Reykjavik (novembre)

### Israël
Organismes
- פרס אופיר ou Ophirs , remis par l'Israeli Academy of Film and Television depuis 1982 à Tel Aviv (septembre)[190]

### Italie
Organismes
- David di Donatello ou David (prix David di Donatello), remis par l'Accademia del cinema italiano depuis 1956 à Rome (mai)[191]

Associations
- Globi d'oro (Globes d'or), remis par la Rome Foreign Press Association depuis 1960 à Rome[192]
- Grolle d'oro (Grolles d'or), remis de 1953 à 1981 et de 1989 à 2006 à Saint-Vincent (vallée d'Aoste)
- Leggii d'oro (Lutrins d'or) pour le doublage, remis par la Ente Nazionale Democratico di Azione Sociale de 1995 à 2017[193]
- Nastri d'argento (Rubans d'argent), remis par le Syndicat national des journalistes cinématographiques italiens depuis 1954 à Rome (juin)[194]
- Premio Filippo Sacchi (it) (prix Filippo Sacchi), remis par la Syndicat national des journalistes cinématographiques italiens depuis 1989[195]
- Venere d'argento (it) (Vénus d'argent), remis par la Azienda autonoma di soggiorno e turismo depuis 1959 à Erice[195]

Festivals
- Gryphon Awards (prix Griffon), remis à l'issue du Festival du film de Giffoni depuis 1971 à Giffoni Valle Piana (octobre)[196]
- Leone d'oro (Lion d'or), remis à l'issue de la Mostra de Venise depuis 1932 à Venise (août)[197](voir les autres récompenses)
- Marc'Aurelio d'oro (Marc Aurèle d'or), remis à l'issue du Festival international du film de Rome de 2006 à 2013 à Rome (octobre)[198]

### Japon
Organismes
- 日本アカデミー賞 ou Nippon Akademī-shō (prix de l'Académie japonaise), remis par la Nippon Academy-shō Association depuis 1978 à Tokyo (février)[199]
- 日本映画プロフェッショナル大賞 ou Japanese Professional Movie Awards, remis de 1992 à 2006 (avril)[200]

Associations
- ブルーリボン賞 ou Blue Ribbon Awards, remis par l'Association of Tokyo Film Journalists depuis 1950 à Tokyo (avril)[200]
- 日本映画監督協会新人賞 ou Directors Guild of Japan New Directors Awards (prix des nouveaux réalisateurs de la Directors Guild of Japan), remis par la Directors Guild of Japan depuis 1960 à Tokyo[201]
- エランドール賞 ou Élans d'or, remis par la All Nippon Producers Association depuis 1956 à Tokyo (avril)[202]
- ゴールデン・アロー賞 ou Golden Arrow Awards (prix de la flèche d'or), remis par la Japan Magazine Publishers Association de 1964à 2008

Médias
- キネマ旬報 ou Kinema Junpo Awards (prix Kinema Junpo), remis par le magazine Kinema Junpō depuis 1925 à Tokyo (février)[203]
- 毎日映画コンクール ou Mainichi Film Awards (prix du film Mainichi), remis par le quotidien Mainichi shinbun depuis 1935 à Tokyo[203]

Festivals
- グランプリ 作品 (Grand prix Tokyo Sakura), remis à l'issue du Festival international du film de Tokyo depuis 1985 à Tokyo (octobre)[204]

### Malte
Festivals
- Golden Knight (Chevalier d'or) du court métrage, remis à l'issue du Golden Knight Malta International depuis 1979 à La Valette (novembre)[205]

### Maroc
Festivals
- النجمة الذهبية (Étoiles d'or), remis à l'issue du Festival international du film de Marrakech depuis 2001 à Marrakech[206]

### Mexique
Organismes
- Premio Ariel (prix Ariel), remis par l'Académie mexicaine des arts et des sciences cinématographiques depuis 1946 à Mexico (mars)[207]
- Médaille Salvador-Toscano Medalla Salvador Toscano, remise par la Cineteca Nacional de Mexico de 1983 à 2005

Festivals
- Premio Mayahuel (prix Mayahuel), remis à l'issue du Festival international du film de Guadalajara depuis 1985 à Guadalajara (mars)[208]

### Norvège
Médias
- Kids' Choice Awards México  (prix du choix des enfants), remis par la chaîne de télévision pour enfants Nickelodeon depuis 2010 (septembre)[209] (cf. Kids' Choice Awards et  Kids' Choice Awards (Australie))

Festivals
- Amandaprisen (prix Amanda), remis à l'issue du Festival international norvégien du film de Haugesund depuis 1995 à Haugesund (août)[210]
- Cinema Extraordinare (Cinéma extraordinaire), remis à l'issue du Festival international du film de Bergen depuis 2000 à Bergen (octobre)[211]

### Pakistan
Médias
- Prix Nigar (ur)
- Lux Style Awards (prix Lux du style), remis par l'entreprise LUX depuis 2002 à Karachi[212]

### Pays-Bas
Organismes
- Gouden Film (Film d'or), prix décerné automatiquement à un film néerlandais quand il a attiré plus de 100 000 personnes au cinéma

Festivals
- Gouden Kalf (Veaux d'or), remis à l'issue du Festival du cinéma néerlandais d'Utrecht depuis 1982 à Utrecht[213]
- Tigres d'or (Tiger Awards), remis à l'issue du Festival international du film de Rotterdam depuis 1995 à Rotterdam[214]

### Philippines
Organismes
- Filipino Academy of Movie Arts and Sciences Awards ou FAMAS Awards (prix de l'académie philippine des arts et des sciences du cinéma), remis par la Filipino Academy of Movie Arts and Sciences depuis 1953 à Manille (novembre)[215]
- Luna Awards (prix de la Lune), remis par la Film Academy of the Philippines (en) depuis 1983 (septembre)

Associations
- Gawad Urian Awards (en) (prix Gawad Urian), remis par la Manunuri ng Pelikulang Pilipino depuis 1977 (octobre)[216]
- Young Critics Circle Awards (en) (prix des jeunes critiques), remis par le Film Desk of the Young Critics Circle depuis 1991 à Quezon City (mars)[217]

### Pologne
Organismes
- Polskie Nagrody Filmowe ou Orły (Aigles du cinéma polonais), remis par la Polska Akademia Filmowa depuis 1999 à Varsovie[218]

Médias
- Nagroda im. Zbyszka Cybulskiego (pl) (prix Zbigniew Cybulski), remis par le magazine Kino depuis 1995[219]
- Paszport Polityki (Passeports de Polityka), remis par l'hebdomadaire Polityka depuis 1993[220]
- Złota Kaczka (pl) (Canards d'or), remis par le magazine Film depuis 1956[221]

Festivals
- Grand prix, remis à l'issue du Festival international du cinéma indépendant PKO Off Camera depuis 2008 à Cracovie[222]
- Grand prix, remis à l'issue du Festival international du film de Varsovie depuis 1985 à Varsovie[223]
- Złoty Jabberwocky (Jabberwocky d'or), remis à l'issue du festival Festival international du film Etiuda & Anima depuis 1994 à Cracovie[224]
- Złote Lwy (Lions d'or), remis à l'issue du Festival du film polonais de Gdynia depuis 1974 à Gdynia (septembre)[225]
- Złoty Róg (Cornes d'or), remis à l'issue du Festival du film de Cracovie depuis 1961 à Cracovie (juin)[226]
- Złota Żaba (Grenouilles d'or), remis à l'issue du festival Camerimage depuis 1993[224]

### République tchèque
Organismes
- Český lev (Lions tchèques), remis par la České filmové a televizní akademie depuis 2006[227])

Festivals
- Křišťálový glóbus (Globes de cristal), remis à l'issue du Festival international du film de Karlovy Vary depuis 1946 à Karlovy Vary (juillet)[228]

### Roumanie
Organismes
- Premiile Gopo (prix Gopo), remis par l'Association for Romanian Film Promotion depuis 2007 (mars)[229]

Festivals
- Trofeul Transilvania (trophée Transylvanie), remis à l'issue du Festival international du film de Transylvanie depuis 2002 à Cluj-Napoca (février)[230]

### Royaume-Uni
Organismes
- British Academy Film Awards ou BAFA Awards (prix de l'académie du cinéma britannique), remis par la British Academy of Film and Television Arts (BAFTA) depuis 1947 à Londres (février)[231]
- BAFTA Cymru Awards (prix de la BAFTA Pays de galles), remis par la BAFTA Cymru depuis 1991 à Cardiff (mai)[232]
- BAFTA Scotland Awards (prix de la BAFTA Écosse), remis par la BAFTA Scotland depuis 1997 à Édimbourg (novembre)[233]
- British Film Institute Awards ou BFI Awards (prix de l'institut britannique du cinéma), remis par le Festival de Raindance depuis 1998 à Londres (novembre)[234]
- British Independent Film Awards ou BIFA Awards (prix du cinéma indépendant britannique), remis par la Raindance Film Showcase depuis 1998 (novembre)[235]

Associations
- Crime Thriller Awards (prix des thriller et des crimes), remis par le Crime Writers' Association depuis 2008 à Londres (octobre)[236]
- London Critics Circle Film Awards ou LFCC Awards (prix du cercle des critiques de film de Londres), remis par le London Film Critics Circle depuis 1981 à Londres (février)[237]

Médias
- Empire Awards (prix Empire), remis par le magazine Empire depuis 2002 à Londres (mars)[238]
- Evening Standard British Film Awards (prix du film britannique de l'Evening Standard), remis par le tabloïd Evening Standard depuis 1974 à Londres (février)
- National Movie Awards (prix du cinéma national), remis par la chaîne de télévision ITV depuis 2007 à Londres (septembre)[239]

Festivals
- Bronze Torc (Torque de bronze), remis à l'issue du Festival des médias celtiques de South Uist depuis 1980 (avril)[240]
- Michael Powell Awards (prix Michael Powell), remis à l'issue du Festival international du film d'Édimbourg depuis 1947 à Édimbourg (août)[241]
- Sutherland Trophy (trophée Sutherland), remis à l'issue du Festival du film de Londres depuis 1956 à Londres (octobre)[242]

### Russie
Organismes
- Золотой орёл (Aigles d'or), remis par l'Académie des arts et des sciences du cinéma de Russie depuis 2002 à Moscou (juin)[243]
- Ника (prix Nika), remis par l'Académie russe des sciences et des arts du cinéma depuis 1988 à Moscou (mars)[244]

Associations
- Золотой овен (Béliers d'or), remis par la Guilde russe des critiques de cinéma de 1992 à 2005 à Moscou[245]
- Белый слон (Éléphants blancs), remis par la Guilde russe des critiques de cinéma depuis 2006 à Moscou[245]

Festivals
- Золотой святой Георгий (Georges d'or), remis à l'issue du Festival international du film de Moscou depuis 1946 à Moscou (août)[246]

### Suède
Organismes
- Guldbagge (prix cétoine dorée), remis par l'Institut suédois du film depuis 1964 à Stockholm (janvier)[247]

Festivals
- Bronshästen (Chevaux de bronze), remis à l'issue du Festival international du film de Stockholm depuis 1990 à Stockholm (novembre)[248]
- Dragon Awards (prix du dragon), remis à l'issue du Festival international du film de Göteborg depuis 1979 à Göteborg (février)[249]

### Suisse
Organismes
- Prix du cinéma suisse ou Schweizer Filmpreis, remis par l'Académie du cinéma suisse depuis 1998 alternativement à Genève et à Zurich (mars)[250]
- Zürcher Filmpreise (prix de la Ville de Zürich), remis par la ville de Zurich depuis 1956 à Zurich (novembre)[251]

Festivals
- Pardi d'oro (Léopards d'or), remis à l'issue du Festival international du film de Locarno depuis 1946 à Locarno (août)[252]

### Autres

#### Europe
Organismes
- Prix du cinéma européen - European Film Awards, remis par l'Académie européenne du cinéma depuis 1988 (décembre)[253]
- Prix LUX ou Prix cinématographique européen du public , remis par le Parlement européen depuis 2007[254]
- Prix MEDIA de l'union européenne ou European Union MEDIA Prize, remis par l'Union européenne depuis 2000[255]

#### International
Associations
- International Online Film Critics' Poll (classement international des critiques de film en ligne) édité depuis 2007 (tous les deux ans)[256]

Festivals
- Prix FIPRESCI, remis à l'issue de nombreux festivals de cinéma par la Fédération internationale de la presse cinématographique depuis 1930[257]

#### Internet
Associations
- Boston Online Film Critics Association Awards ou BOFCA Awards (cf. ci-dessus)
- New York Film Critics Online Awards ou NYFCO Awards (cf. ci-dessus)
- Online Film Critics Society Awards ou OFCS Awards (cf. ci-dessus)

Médias
- GoldSpirit Awards, remis par les critiques et cinéphiles sur le site BSOSpirit depuis 2001 en Espagne (mai)[258]
- Gransito Movie Awards, remis par les critiques et cinéphiles sur le site Gransito depuis 2001 en Italie (mai)[259]
- Premio Ioma ou Italian Online Movie Awards, remis par les cinéphiles sur Internet depuis 2002 en Italie (mai)[260]